# Milieu intergalactique
Pour les articles homonymes, voir IGM.

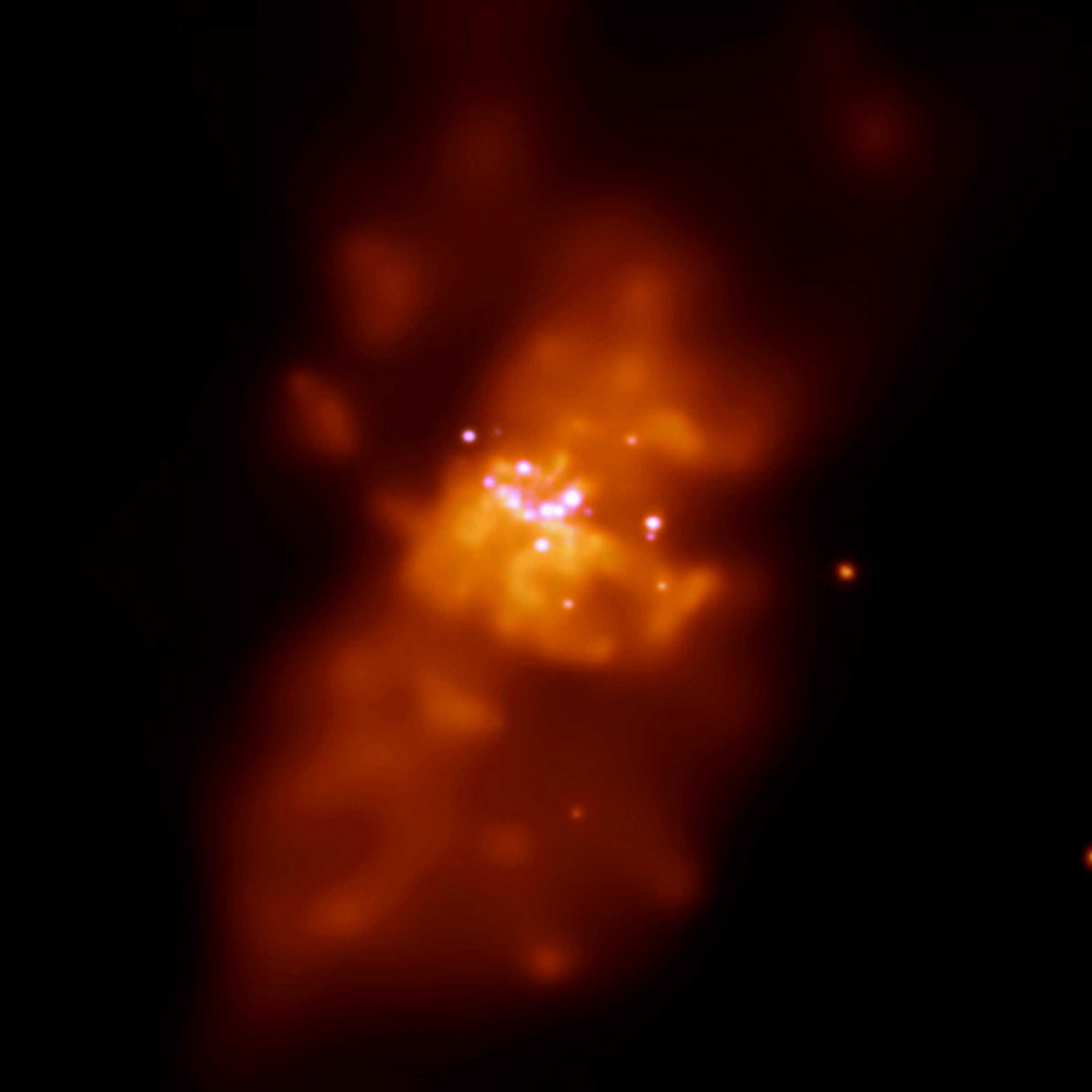
Vue dans le domaine des rayons X des éjections de matière très chaude dans l'espace intergalactique par la galaxie M82, formant un vent galactique. Ce genre de processus contribue à alimenter et enrichir le milieu intergalactique.

En astronomie, le milieu intergalactique (en anglais, intergalactic medium ou IGM) correspond aux agencements de matière située en dehors des galaxies. Il s'agirait d'un gaz raréfié situé autour des galaxies et les reliant entre elles, qu'on pense structuré en filaments cosmiques et qui possède une densité légèrement plus élevée que celle de l'Univers, soit un rapport de 5 à 200. Bien que très ténu, il représente une partie très importante de la matière ordinaire (ou matière baryonique) qui emplit l'Univers. Des observations du télescope spatial Chandra suggèrent que le milieu intergalactique contient deux fois la masse de toutes les galaxies. Il est formé d'une grande partie de la matière baryonique directement créée lors du Big Bang.
Ce milieu est très chaud et ionisé : ses composantes (noyaux atomiques et électrons) sont animées de grandes vitesses (plusieurs centaines de kilomètres par seconde), correspondant à des températures très élevées (plusieurs centaines de milliers à cent millions de degrés). Le milieu intergalactique est presque complètement ionisé, un résultat mis en évidence par effet Gunn-Peterson. L'infime partie du milieu intergalactique sous forme d'atomes non ionisés (principalement de l'hydrogène) est détectable par l'intermédiaire de l'absorption qu'il produit sur les spectres des galaxies et quasars lointains, phénomène appelé forêt Lyman-α.
Le milieu intergalactique possède les principales caractéristiques des plasmas malgré sa très faible densité : il peut posséder un champ magnétique, est un excellent conducteur électrique et peut présenter des effets de filamentation et de double-couche.
Permettant d'étudier et de comprendre la formation des galaxies, la baryogénèse et les grandes étapes de l'Univers primordial comme la réionisation, l'étude du milieu intergalactique possède un rôle central en cosmologie astrophysique.

## Découverte
La première mise en évidence du milieu intergalactique est réalisée à l'époque de la mise en service des premiers instruments permettant d'observer des sources astrophysiques de rayons X. En 1965 est détectée pour la première fois l'émission X du gaz ténu mais très chaud baignant l'amas de Coma.

## Milieu intra-amas (intra-cluster medium, ICM)
Au sein des amas de galaxies, le milieu intergalactique est détecté par d'intenses émissions dans le domaine des rayons X, générées par rayonnement continu de freinage à des températures de l'ordre de 100 millions K. Ce milieu est plus riche en éléments lourds que le gaz primordial, mais moins riche que l'Univers actuel. L'enrichissement de ce gaz est dû à des éjections provenant des galaxies de l'amas, comme la galaxie M82 (figure ci-dessus).

## Milieu intergalactique chaud (warm-hot intergalactic medium, WHIM)
Entre les amas, dans les vastes espaces intergalactiques, la détection est plus difficile. Le milieu intergalactique est alors mis en évidence par spectroscopie de la lumière des quasars lointains et notamment par les raies d’absorption dans le domaine alpha des séries de Lyman, appelée forêt Lyman-α. Les nuages de gaz intergalactiques les plus importants et denses peuvent être identifiés comme des nuages protogalactiques, mais ceux beaucoup moins denses sont beaucoup plus nombreux. La masse totale du gaz intergalactique est très importante, de l'ordre d'une à deux fois la masse des galaxies visibles. Cette masse est inférée par l'observation et par la « masse manquante » des baryons, dont la densité théorique après la nucléosynthèse primordiale et confirmée par les perturbations observées du rayonnement de fond cosmologique est {\displaystyle \Omega _{B}h^{2}=0{,}0223}, alors que la densité observée de la matière des galaxies n'est que de {\displaystyle \Omega _{S}h=0{,}002}.